# Le Mesnil-Opac
Le Mesnil-Opac est une ancienne commune française du département de la Manche et de la région Normandie, devenue le 1er janvier 2016 une commune déléguée au sein de la commune nouvelle de Moyon-Villages.
Elle est peuplée de 246 habitants.

## Géographie
La commune est en Pays saint-lois. Son bourg est à 5,5 km au nord-ouest de Tessy-sur-Vire, à 8,5 km au sud-ouest de Condé-sur-Vire et à 12 km au sud de Saint-Lô.
Le territoire est traversé du nord au sud par la route départementale no 28 qui passe par le bourg et mène à Tessy-sur-Vire au sud et à Saint-Romphaire et Saint-Lô au nord. La D 77 permet de rejoindre Saint-Samson-de-Bonfossé au nord-ouest et la D 396 Troisgots à l'est. L'accès à l'A84 (sortie 39) est situé à 10 km au sud, par Tessy-sur-Vire.
Le Mesnil-Opac est dans le bassin de la Vire, par ses sous-affluents le ruisseau de Dillon, qui délimite le territoire à l'ouest, et le ruisseau de Bricqueville le limitant à l'est. Ces deux ruisseaux rejoignent le Marqueran sur la commune voisine, Moyon, rivière qui conflue avec la Vire entre Fervaches et Troisgots. Les hauteurs entre les deux vallons, sur lesquelles est situé le bourg, sont parcourues par la route départementale 77.
Le point culminant (161 m) se situe au nord-ouest, près du lieu-dit la Héroudière. Le point le plus bas (65 m) correspond à la sortie du ruisseau du Dillon du territoire, au sud. La commune est bocagère.
Le climat est océanique, comme dans tout l'Ouest de la France. La station météorologique la plus proche est Granville-Pointe du Roc, à 40 km, mais Caen-Carpiquet est à près de 50 km. Le Pays saint-lois s'en différencie toutefois pour la pluviométrie annuelle qui, au Mesnil-Opac, avoisine les 1 000 mm.
Les lieux-dits sont, du nord-ouest à l'ouest, dans le sens horaire : la Riquerie, la Carbonnerie, les Noës, le Crespin, la Hédouvière, la Fosse Fouquet, les Champins, le Pivelet (au nord), la Tringale, le Petit Bricqueville, la Morandière, la Lande, le Grand Bricqueville, le Bourg (à l'est), la Faverie, Bonne Louise, les Hayes, la Perette, le Brisault, le Champ Hue (au sud), les Vaux, la Tosnardière, le Dillon, le Champ Pommier, le Beaussemay, le Hamel Gosselin (à l'ouest), la Maison Neuve et le Bouessais.
| Saint-Samson-de-Bonfossé (comm. nouv. de Bourgvallées) | Saint-Romphaire (comm. nouv. de Bourgvallées) | Saint-Romphaire (comm. nouv. de Bourgvallées) |
| Le Mesnil-Herman                                       | du Mesnil-Opac                                | Troisgots                                     |
| Le Mesnil-Herman                                       | Moyon (comm. nouv. de Moyon-Villages)         | Moyon (comm. nouv. de Moyon-Villages)         |

## Toponymie
Le nom de la localité est attesté sous les formes latinisées Maisnillo Ospac en 1180 - 1189 ou Mesnillo Ospac en 1180 et Maisnillum Ospac en 1180-1189,.
Il s'agit d'une formation toponymique médiévale en Mesnil-, appellatif toponymique caractéristique du nord de la France, dont la forme primitive est Maisnil, d'où les attestations anciennes en Maisnil-. Il est issu ultimement du gallo-roman *MASIONILE, c'est-à-dire bas latin ma(n)sion- « séjour, lieu de séjour, habitation, demeure, auberge » (de manere « rester, demeurer », v. manoir) qui n'existe au sens de « maison » qu'en gallo-roman et dans les parlers septentrionaux (cf. maison), il est suivi du suffixe -ile.
Le second élément -Opac représente l'anthroponyme norrois Ospakr, (souvent latinisé en Ospachus dans les textes écrits en latin médiéval). En vieux norrois, ce nom de personne est plus précisément noté Óspakr ou ÓspakR. Il remonte au mot úspakr qui signifie « sauvage, indiscipliné, tête brûlée », composé des éléments u-, préfixe négatif (correspondant à l'anglais et à l'allemand un-), suivi de spak « sensé, sage ». L'anthroponyme Ospac est exceptionnel dans la toponymie normande.
Le gentilé est Opacien.

### Microtoponymie
Bricqueville appartient à la série des Bricqueville normands, formation toponymique médiévale commune en Normandie occidentale cf. Bricqueville-la-Blouette, Briccavilla 1080, Briquevilla 1200; Bricqueville-sur-Mer, Briquevilla 1022 - 1026, plus rare en Normandie orientale, dont le premier élément est Brique- ou Bricque- et le second élément -ville appellatif toponymique répandu notamment en Normandie où il avait généralement le sens de « domaine rural ». L'élément précédent l'appellatif -ville est généralement un anthroponyme et Il semble que les Bricqueville / Briqueville soient typiquement normands, c'est pourquoi Jean Adigard des Gautries préfère avoir recours au nom de personne anglo-scandinave Briki, en réalité *Briki, anthroponyme hypothétique qui serait contenu dans certains toponymes danois.
Les hameaux en Y-ère/-erie sont des habitats ultérieurs, résultant du développement démographique de la Normandie. Ils désignaient la ferme de la famille Y, fondée sur les nouvelles terres obtenues par les grands défrichements des XIe – XIIIe siècle. Les essarts prennent le nom des propriétaires qui s'installent sur ces terres, suivi du suffixe -erie ou -ière. Les autres hameaux en Hôtel / Le / Maison…Y sont des constructions encore plus tardives, ils désignent la propriété de la famille Y.

## Histoire
Un Gérard et Bernard d'Opac, les premiers connus de la famille qui donna son nom à la commune, sont cités dans une charte de 1027 concernant une donation à l'abbaye de Fécamp.
Sous l'Ancien Régime, la paroisse dépendait de la généralité de Caen, de l'élection de Coutances (en 1612/1636 et 1677) puis de Saint-Lô (en 1713), et de la sergenterie de Moyon. Depuis 1689, la paroisse accueillait le pèlerinage Saint-Vincent pour les maladies des animaux.
En 1944, le village fut presque entièrement détruit.
Le 1er janvier 2016, Le Mesnil-Opac intègre avec Moyon et Chevry la commune de Moyon Villages créée sous le régime juridique des communes nouvelles instauré par la loi no 2010-1563 du 16 décembre 2010 de réforme des collectivités territoriales. Les communes du Mesnil-Opac, Chevry et Moyon deviennent des communes déléguées. Moyon est le chef-lieu de la commune nouvelle.
Le 1er octobre 2018, le territoire diminue légèrement avec un transfert de territoire vers la commune du Mesnil-Herman par décret du conseil d'État du 28 septembre 2018 afin d'obtenir une continuité territoriale entre cette dernière et la commune de Moyon Villages dans le but d'intégrer cette commune nouvelle. La commune du Mesnil-Opac n'est plus alors limitrophe de Saint-Martin-de-Bonfossé.

## Politique et administration
| Période                                  | Période       | Identité                         | Étiquette | Qualité     |
| ---------------------------------------- | ------------- | -------------------------------- | --------- | ----------- |
| 1854                                     | 1859          | Alexandre Payen de la Garanderie |           |             |
| 1995                                     | 2001          | Fernand Leplatois                |           |             |
| 2001                                     | mars 2014     | Michel Desvages                  | SE        | Agriculteur |
| mars 2014                                | juillet 2014  | Guy Lefranc                      | SE        | Retraité    |
| octobre 2014                             | décembre 2015 | Isabelle Fleury                  | SE        | Sérigraphe. |
| Les données manquantes sont à compléter. |               |                                  |           |             |

Le conseil municipal était composé de huit membres (pour onze sièges) dont le maire et trois adjoints. Ces conseillers intègrent au complet le conseil municipal de Moyon-Villages le 1er janvier 2016 jusqu'en 2020 et Isabelle Fleury devient maire délégué.
Les élections de 2014 engendre un certain remous au sein de la commune. En effet, à la suite du scrutin national, le maire sortant Michel Desvages est élu conseiller municipal mais battu par Guy Lefranc lors du vote pour le poste de maire. Ce dernier démissionne du poste de maire deux mois plus tard et son adjointe quitte le conseil, ce qui a pour effet de provoquer une nouvelle répartition du nombre de délégués communautaire au sein de Saint-Lô Agglo. Lors des municipales partielles qui se déroulent en octobre, Isabelle Fleury est élue au conseil, avant de remporter, la semaine suivante, l'élection du maire, devant Michel Desvages ; l'ancien maire et deux autres conseillers démissionnent alors du conseil.

## Démographie
En 2021, la commune comptait 246 habitants. Depuis 2004, les enquêtes de recensement dans les communes de moins de 10 000 habitants ont lieu tous les cinq ans (en 2005, 2010, 2015, etc. pour Le Mesnil-Opac) et les chiffres de population municipale légale des autres années sont des estimations.
Le Mesnil-Opac a compté jusqu'à 433 habitants en 1841.
| 1793 | 1800 | 1806 | 1821 | 1831 | 1836 | 1841 | 1846 | 1851 |
| ---- | ---- | ---- | ---- | ---- | ---- | ---- | ---- | ---- |
| 302  | 368  | 399  | 384  | 386  | 423  | 433  | 416  | 375  |

| 1856 | 1861 | 1866 | 1872 | 1876 | 1881 | 1886 | 1891 | 1896 |
| ---- | ---- | ---- | ---- | ---- | ---- | ---- | ---- | ---- |
| 360  | 345  | 360  | 366  | 341  | 337  | 343  | 332  | 321  |

| 1901 | 1906 | 1911 | 1921 | 1926 | 1931 | 1936 | 1946 | 1954 |
| ---- | ---- | ---- | ---- | ---- | ---- | ---- | ---- | ---- |
| 322  | 339  | 302  | 275  | 291  | 285  | 271  | 261  | 265  |

| 1962 | 1968 | 1975 | 1982 | 1990 | 1999 | 2005 | 2010 | 2015 |
| ---- | ---- | ---- | ---- | ---- | ---- | ---- | ---- | ---- |
| 285  | 265  | 190  | 211  | 200  | 215  | 229  | 266  | 259  |

| 2018 | - | - | - | - | - | - | - | - |
| ---- | - | - | - | - | - | - | - | - |
| 249  | - | - | - | - | - | - | - | - |

## Lieux et monuments
- Église Notre-Dame (XXe siècle). Détruite en 1944, elle a été reconstruite selon les plans de l'architecte Pierre Sautier. La pose de la première pierre eut lieu le 13 septembre 1956 et la bénédiction le 23 septembre 1957. Elle abrite des fonts baptismaux (XVIe et XXe), les statues d'une sainte femme (XVIIIe) et de saint Vincent (XVIIIe), une verrière de quinze baies carrées[15].
- Calvaire (XIXe siècle), if et vestiges de l'ancienne église avec pierre tombale de l'abbé René Toustain de Billy dans le cimetière.
- Manoirs de Bricqueville-la-Heutière et de Bricqueville-Mesnil-Céron (XVIIIe siècle).

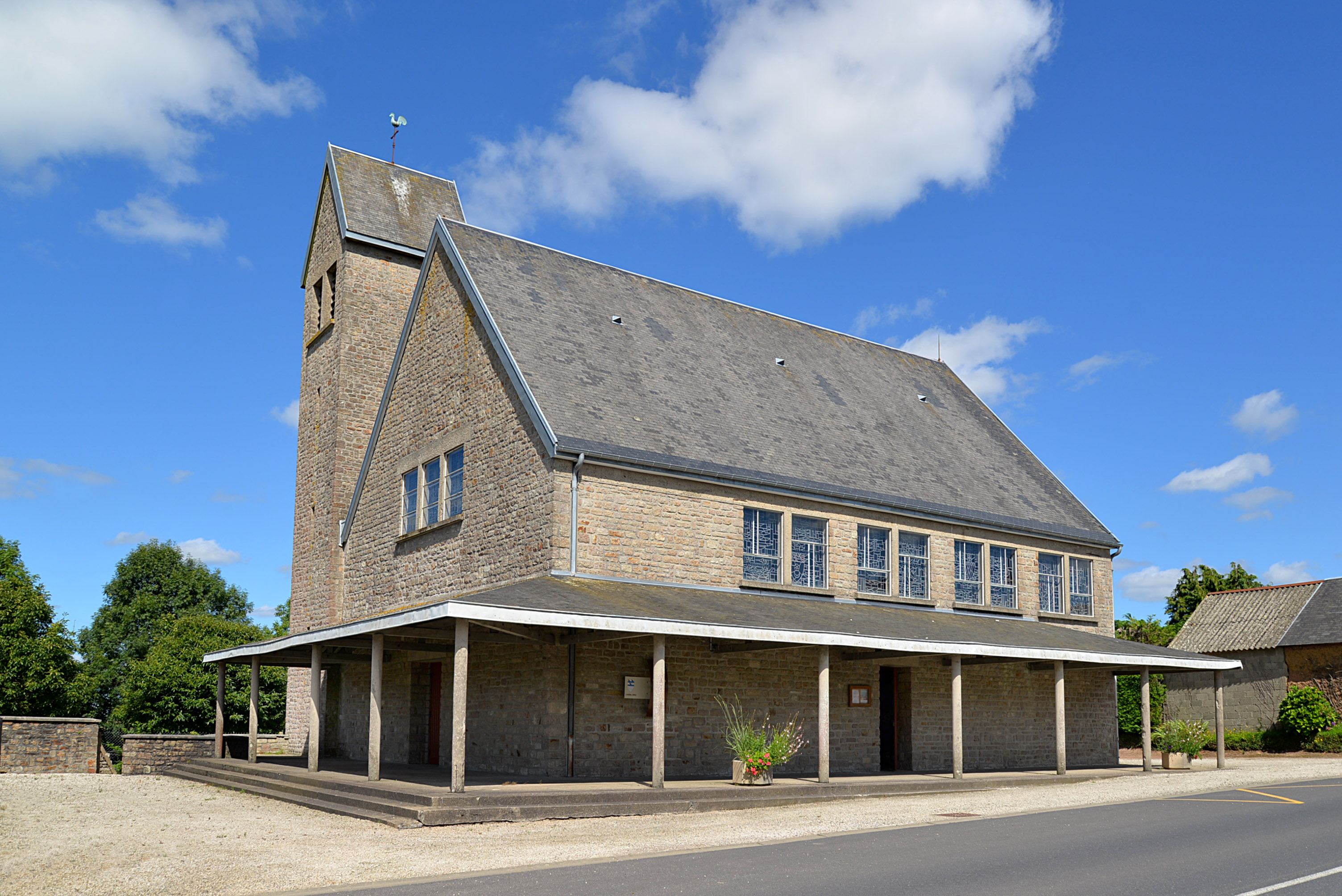
L’église Notre-Dame.
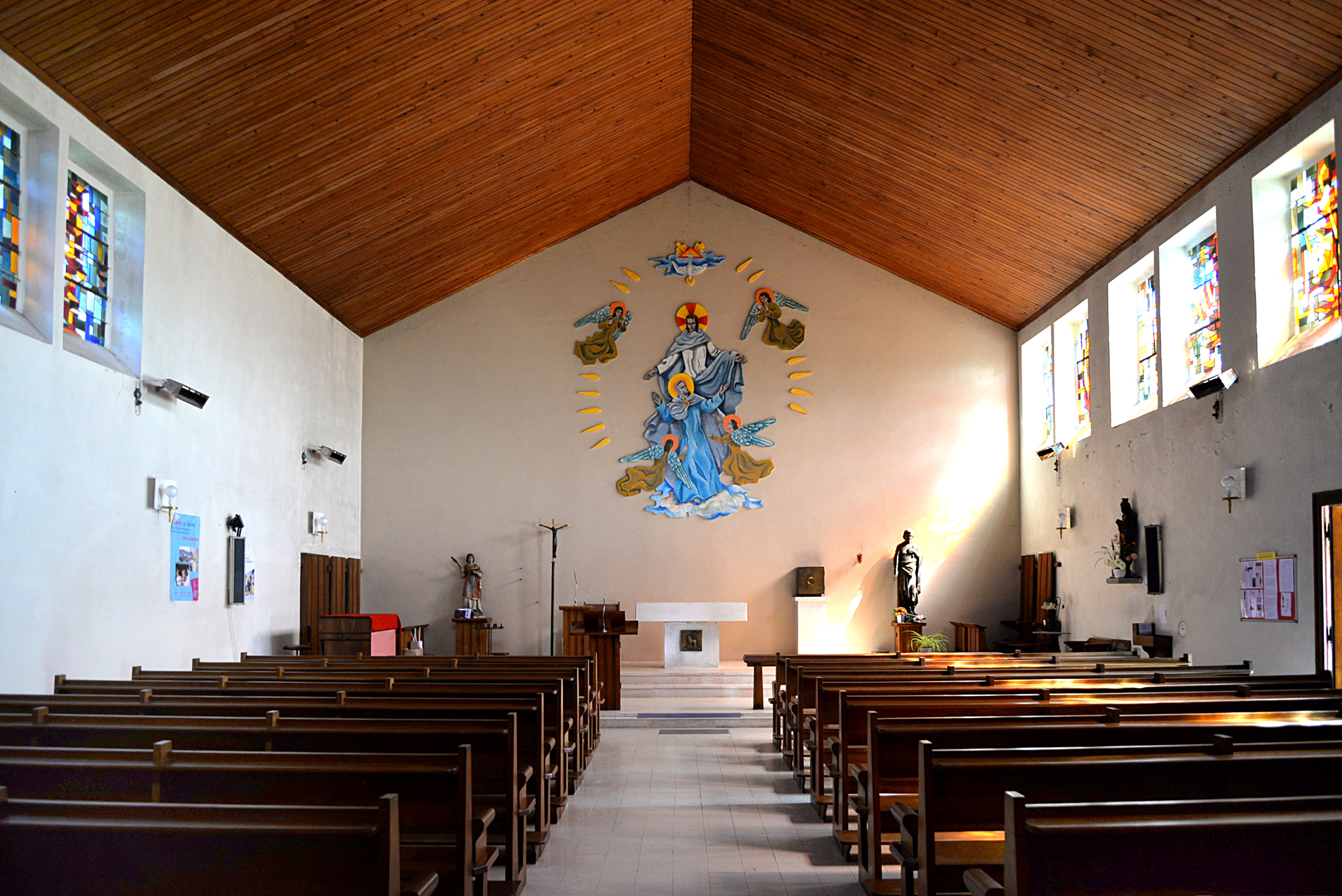
La nef de l’église Notre-Dame.
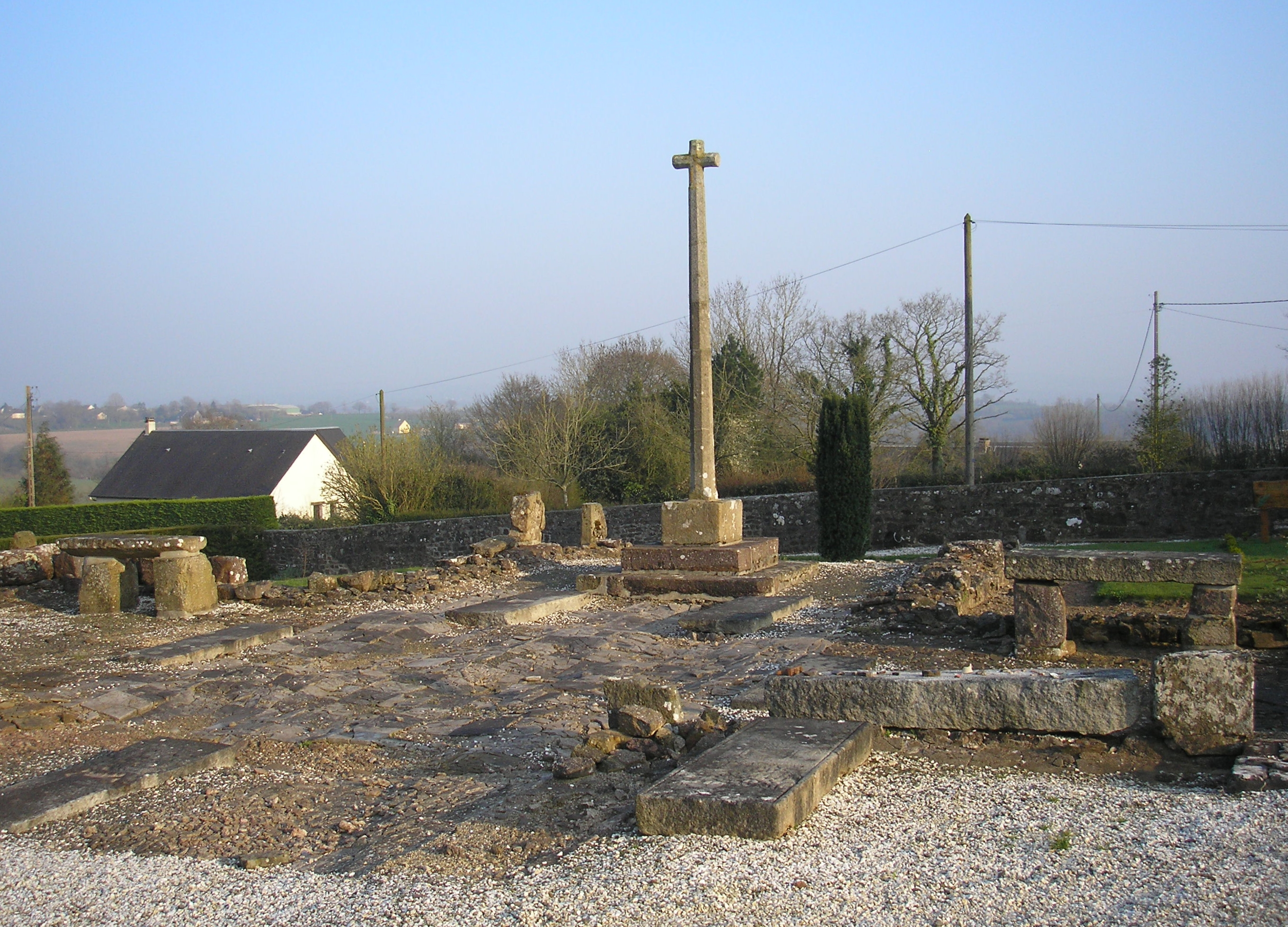
Les vestiges de l'ancienne église.

## Personnalités liées à la commune
- René Toustain de Billy (1643-1709), ecclésiastique et historien, curé du Mesnil-Opac pendant 40 ans.
- Édouard-Léonor Havin (Le Mesnil-Opac, 1755 - Caen, 1829), administrateur du district de Saint-Lô, élu député de la Manche à la Convention.